# Михайлівка (Березівський район)
Михайлівка — село Березівської міської громади у Березівському районі Одеської області в Україні. Населення становить 475 осіб.

## Населення
Згідно з переписом 1989 року населення села становило 438 осіб, з яких 200 чоловіків та 238 жінок.
За переписом населення 2001 року в селі мешкало 475 осіб.

### Мова
Розподіл населення за рідною мовою за даними перепису 2001 року:
| Мова       | Чисельність | Відсоток |
| ---------- | ----------- | -------- |
| українська | 463         | 97,47%   |
| російська  | 7           | 1,48%    |
| румунська  | 2           | 0,42%    |
| білоруська | 1           | 0,21%    |
| болгарська | 1           | 0,21%    |
| гагаузька  | 1           | 0,21%    |
| Усього     | 475         | 100%     |

## Галерея

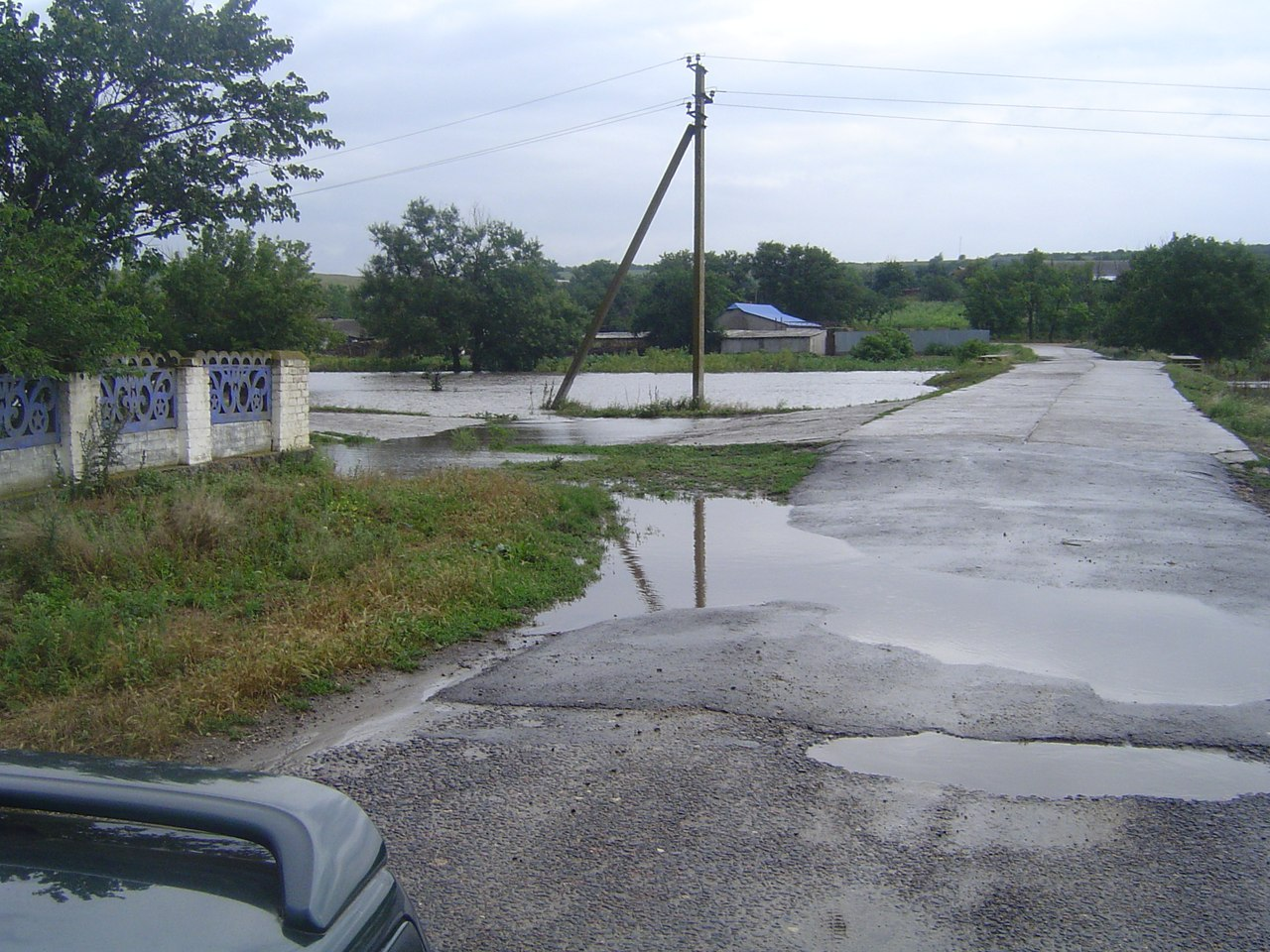
Вулиця села під час повені
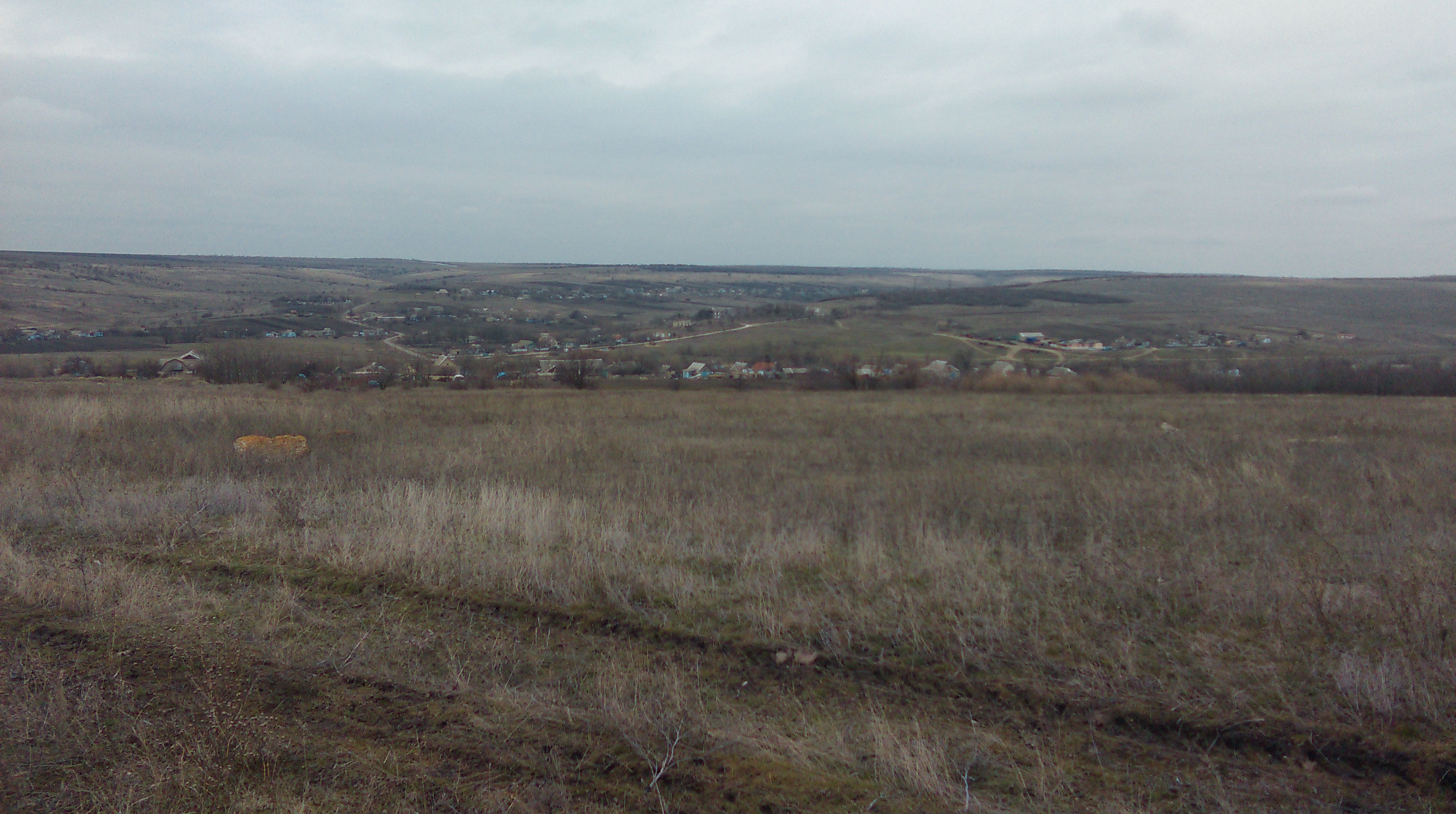
Поле біля села